# Cornu aspersum
Cornu aspersum (Müller, 1774) è un mollusco gasteropode terrestre della famiglia Helicidae.

## Descrizione
Il diametro della sua conchiglia può arrivare ad un massimo di 35 mm., con una altezza di 28–32 mm; il suo peso può superare i 15 gr. L'allevamento selettivo ha portato alla comparsa di individui che superano ampiamente queste misure.

Presenta un peristoma di colore biancastro, con margine più o meno ripiegato verso l'esterno. La colorazione di fondo va dal verdastro al giallastro; può essere uniforme, ma più spesso sono presente da 1 a 5 bande spiralate marroni, più o meno marcate, con screziatura gialla o bianca.

## Biologia

### Riproduzione

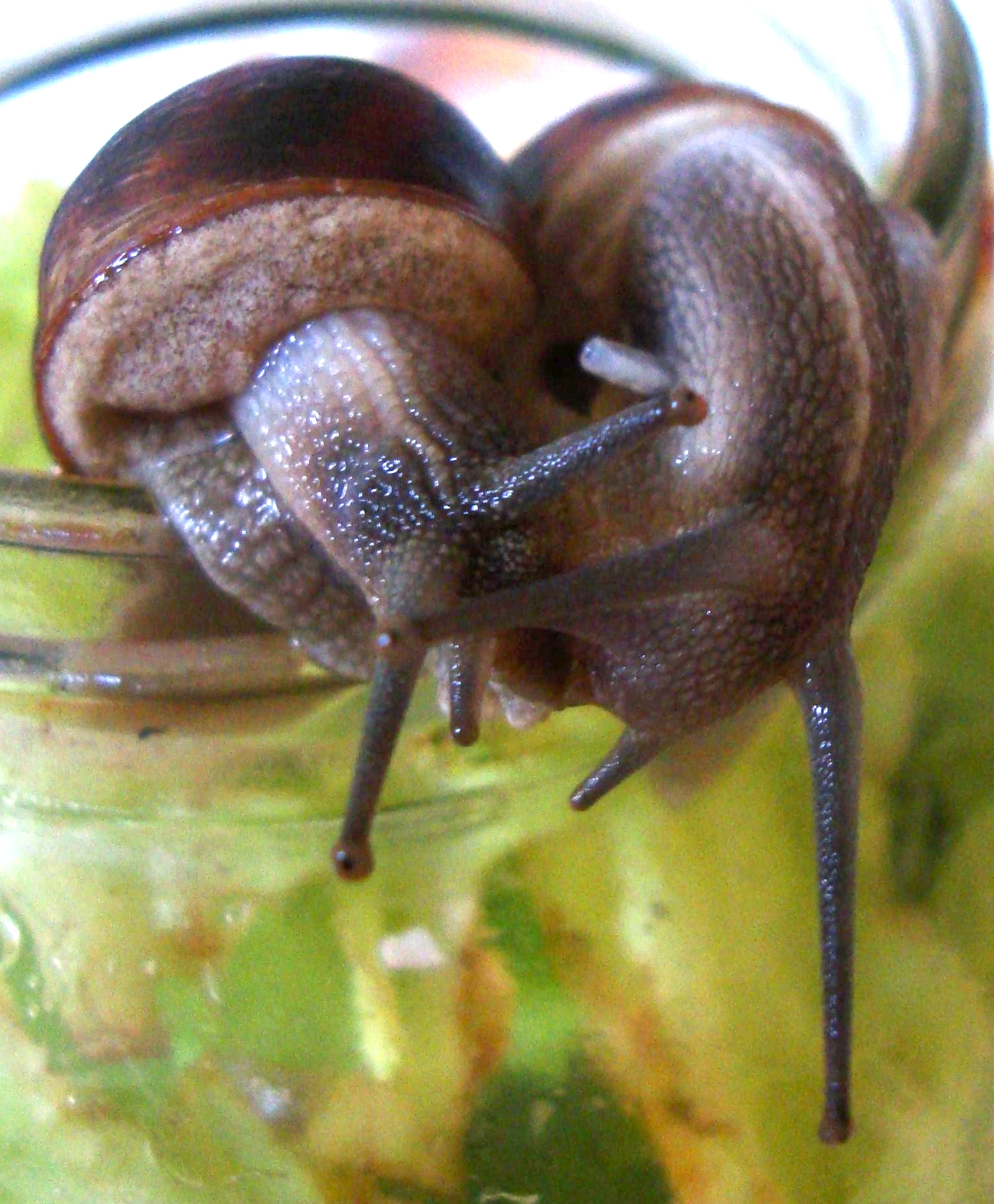
Coppia di Cornu aspersum in fase di corteggiamento, una di esse (a destra) con un dardo.

Come molte chiocciole, C. aspersum è ermafrodita, cioè ogni individuo possiede sia organi riproduttivi maschili che femminili; non è tuttavia in grado di autofecondarsi (ermafroditismo insufficiente).

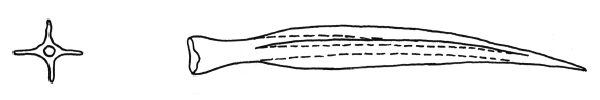
Dardo di C. aspersum

Al pari di altri elicidi gli adulti sessualmente maturi sono dotati di dardi di materiale calcareo, lunghi da 5 a 9 mm, che durante i preliminari dell'accoppiamento vengono lanciati verso il partner, trafiggendolo. Il significato funzionale di tale formazione anatomica non è ancora del tutto chiaro. Alcuni studi hanno dimostrato che un rilascio efficace del dardo si associa con un maggiore successo riproduttivo. Osservazioni recenti puntano l'attenzione su sostanze mucose associate al dardo, rivelatesi in grado di stimolare la recettività agli spermatozoi.

## Distribuzione e habitat
C. aspersum è diffusa nel bacino del Mediterraneo (dalla Spagna all'Asia minore e al Nord Africa) e nell'Europa nord-occidentale (sino alle isole britanniche).  In Italia è presente in tutta la penisola ed anche in Sicilia e Sardegna. L'uso in ambito alimentare ha portato alla sua introduzione e naturalizzazione in molte parti del mondo.
Grazie alla sua resistenza e capacità di adattamento, C. aspersum è presente in diversi habitat: nelle radure, ai margini di habitat forestali, nonché in contesti antropizzati (orti, giardini, parchi, campi incolti, ruderi).

## Usi

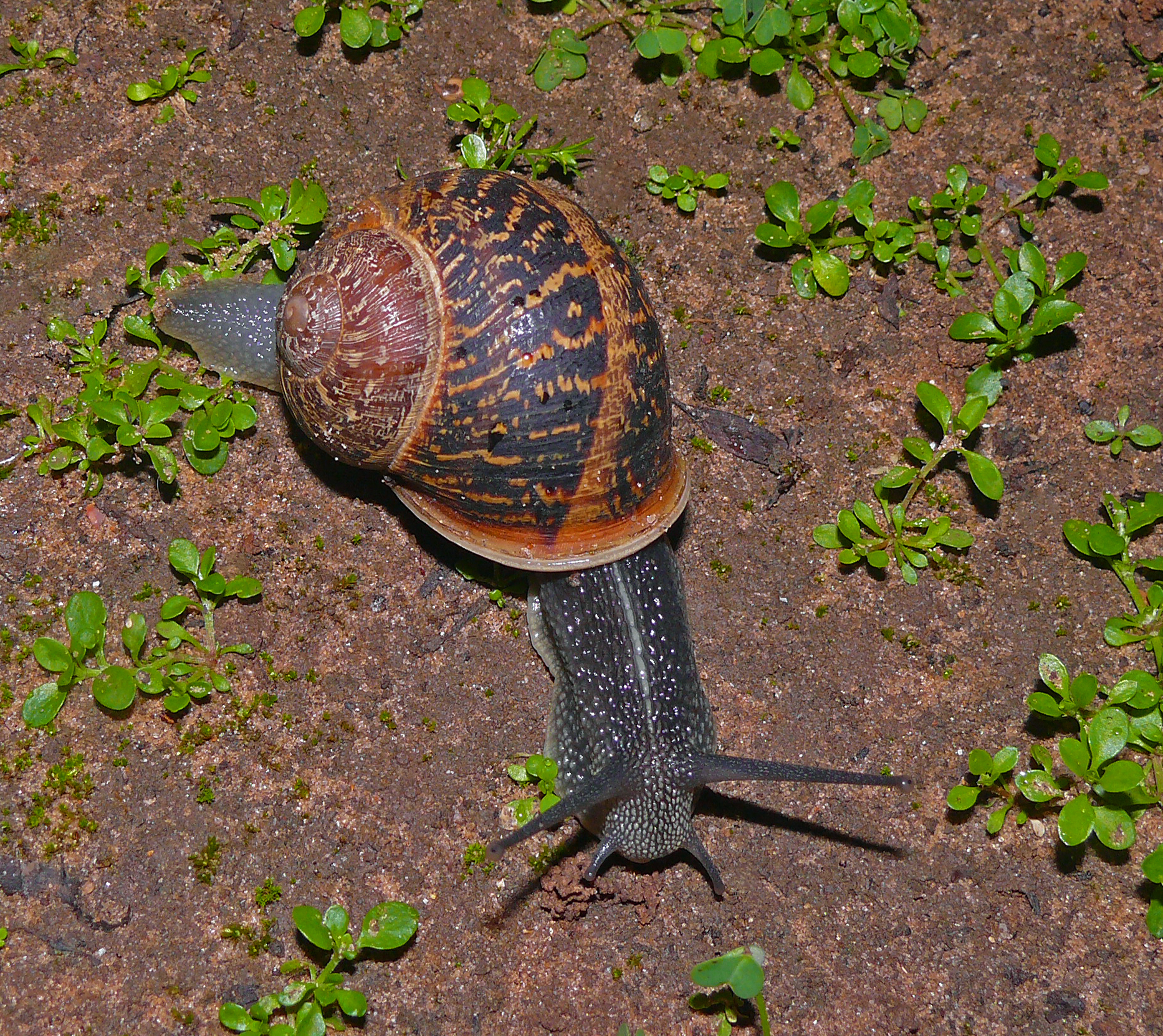
Cornu aspersum

Essa è una delle chiocciole più ricercate in ambito culinario, nonché la più facile da allevare (elicicoltura).
In Francia la sottospecie C. aspersum aspersum o petit gris è stata incrociata con la sottospecie africana C. aspersum maximum o gros gris, di dimensioni quasi doppie, generando chiocciole da allevamento dalle dimensioni paragonabili a quelle della Helix pomatia di Borgogna.
In Perù è conosciuta, oltre che per gli usi alimentari, anche per le proprietà cicatrizzanti ed emollienti della bava prodotta dalle lumache stesse. In cosmetica la bava viene utilizzata per ridurre piccole cicatrici, in medicina come sciroppo per la tosse secca e recentemente, ne sono state studiate le proprietà di ridurre il dolore da ustioni profonde e migliorare la riepitelizzazione del tessuto danneggiato (Tsoutsos et all, 2009).
Negli ultimi anni sta aumentando l'applicazione della bava di lumaca in ambito cosmetico.